# L'Addolorata
L'Addolorata o La Vergine addolorata con gli angioli e i segni della passione è un dipinto a olio su tela (180×117 cm) del pittore italiano Francesco Hayez, realizzato nel 1842 e conservato alla MAG Museo Alto Garda.
L'uso dei colori, così come l'opera Il bacio dello stesso pittore, cela un messaggio patriottico, è possibile scorgere il tricolore dell'Italia nei colori della composizione: la tunica verde dell'angelo sulla sinistra, il velo bianco e l'abito rosso della Madonna.
L'opera è stata commissionata nel 1839 dalla contessa Carolina Santi Bevilacqua per la cappella del suo castello a Legnago. La proprietà del dipinto è poi passata a Andrea Maffei, per poi arrivare nel 1875 a Riva del Garda, dove è tuttora nel  Museo Alto Garda, in eredità alla famiglia de Lutti.
La costruzione dell'opera segue un inedito schema diagonale composta in alto a sinistra dalla croce del cristo e a destra da un'ala di un angelo mentre in basso dalle braccia spalancate della Vergine.
L'immagine centrale del dipinto raffigura la Madonna affranta dal dolore in contrasto con l'ascensione degli angeli. In fondo a destra si può notare che l'angelo richiama le sculture di Antonio Canova.